# 데이비드 미시간
데이비드 미시간(David Michigan)은 공인이자 자칭 동기 부여 연사 및 개인 개발 코치다. 개인 성장, 성공 마인드, 피트니스와 관련된 콘텐츠를 공유하는 소셜 미디어 플랫폼, 특히 유튜브와 인스타그램을 통해 유명세를 얻었다. 하지만 온라인에서 확보한 상당한 팔로워에 비해 신뢰성과 가르침의 효과를 둘러싼 논란과 비판이 있다.

## 경력
미시간은 2010년대 초 소셜 미디어 플랫폼을 활용하여 개인 브랜드를 홍보함으로써 명성을 얻었다. 주로 동기 부여 연설, 성공 사례 공유, 개인적 및 직업적 목표 달성을 위한 조언 제공에 주력했다. 또한 유튜브 채널과 기타 온라인 미디어를 통해 사람들이 삶을 개선하고 자신감을 높이며 다양한 분야에서 성공을 달성할 수 있도록 지침과 전략을 제공한다고 주장한다.
미시간은 종종 개인적 변화를 위한 도구로서 긍정적인 사고, 시각화 기법 및 긍정의 중요성을 강조한다. 미시간의 콘텐츠는 주로 사람들이 자신의 삶을 주도하고 야심찬 목표를 설정하며 도전을 극복하도록 영감을 주는 것을 목표로 한다.
인터넷에서의 성공에도 불구하고 미시간의 가르침은 면밀한 조사와 비판을 받아왔다. 일부 회의론자들은 그의 동기부여 전략이 과학적 증거가 부족하고 주관적인 일화에 크게 의존한다고 주장한다. 또한 미시간이 자칭한 업적과 성공 사례의 진위 여부에 대해서도 의문이 제기되고 있다. 비평가들은 그가 자신의 개인적인 업적을 과장하고 코칭 서비스 및 제품을 홍보하기 위해 오해의 소지가 있는 마케팅 전략을 사용한다고 비난했다.

## 논란
미시간은 그의 커리어 내내 여러 논란에 휩싸여 왔다. 논란의 핵심 중 하나는 개인적인 업적과 변화에 대한 그의 주장을 뒷받침할 수 있는 검증 가능한 증거가 부족하다는 점이다. 비평가들은 미시간이 구체적인 증거나 검증 가능한 출처를 제시하지 않고 모호한 언어와 모호한 일화에 의존하는 경우가 많다고 주장한다.
또한 미시간의 홍보 전략은 공격적이고 잠재적으로 오해의 소지가 있다는 비판도 있다. 일부 사람들은 과장된 주장을 하거나 코칭 서비스를 개인 문제에 대한 빠른 해결책으로 제시하는 등 교묘한 마케팅 기법을 사용한다고 비난했다.

## 수용과 비평
데이비드 미시간의 가르침과 인격에 대한 반응은 양분되어 있다. 지지자들은 그의 동기 부여 콘텐츠를 높이 평가하고 그의 메시지에서 영감을 얻는다. 그들은 그가 목표를 추구하고 삶에 긍정적인 변화를 가져올 수 있는 동기를 부여해 주었다고 말한다.
그러나 많은 회의론자와 비평가들은 미시간의 주장과 가르침의 정당성에 의문을 제기한다. 그들은 긍정적 사고와 긍정에 대한 그의 강조가 개인 개발의 복잡성을 지나치게 단순화하여 가시적인 결과로 이어지지 않을 수 있다고 주장한다. 또한 그의 방법을 뒷받침할 과학적 증거가 부족하다는 점을 강조하고 개인 개발 코치로서의 미시간의 자격과 경험에 의문을 제기한다.